# Horizontec Halcón H1
El Halcón H1 es una aeronave deportiva ligera (LSA, por sus siglas en inglés) desarrollada y fabricada en México por Horizontec, la Universidad Aeronáutica de Querétaro (UNAQ) y el Centro Nacional de Tecnologías Aeronáuticas (CENTA).

## Diseño y desarrollo
La idea de una aeronave ligera fue concebida en Italia por Giovani Angelucci, quien posteriormente se mudaría a Ciudad de México para crear el primer prototipo , naciendo la empresa Horizontec en 2014. En 2015 CONACYT y la Secretaría de Economía otorgan apoyo financiero por 5 millones de pesos para apoyar el proyecto, el cual sería incubado en el CENTA y la UNAQ un año más tarde.
El primer prototipo fue construido con madera de grado aeronáutico, fibra de vidrio, resina epóxica y demás materiales livianos, se le incluyó un motor Rotax 912 ULS de 100 caballos de fuerza y su primer vuelo fue realizado el 30 de septiembre de 2017.
Su configuración de asientos es lado a lado, con tren de aterrizaje fijo tipo triciclo. La aeronave está pensada para cumplir tareas como  vigilancia, reconocimiento, exhibición, investigación y desarrollo, personal, recreativo y deportivo. En 2016 la SEDENA presentó la maqueta de un avión entrenador militar denominado Proyecto Azteca A01, el cual recibió fuertes críticas por sus similitudes con el Halcón H1.
El Halcón H1 será usado como base para el desarrollo del Horizontec Halcón H2, el cual será manufacturado en materiales compuestos por IK Aerospace, contará con un motor Rotax 915 de 141 caballos de fuerza y aviónica Garmin 3GX.

## Accidentes e incidentes
- El 15 de abril de 2021 una aeronave Halcón H1 con matrícula XB-PMZ que realizaba vuelos de prueba para toques y despegues en el Aeropuerto de Querétaro tuvo que realizar un aterrizaje forzoso en el Municipio de Colón, dañando severamente a la aeronave y dejando a sus dos tripulantes heridos.[8][9][10][11]

## Especificaciones
Datos de
Características generales
- Tripulación: 1
- Capacidad: 1 pasajero
- Longitud: 6.1 m (20 ft 2 in)
- Envergadura: 9.4 m (30 ft 10 in)
- Altura: 2.3 m (7 ft 7 in)
- Peso máximo al despegue: 600 kg (1,323 lb)
- Planta motriz: 1 × Rotax 912 ULS de 100 HP

Rendimiento
- Velocidad crucero: 252 km/h (136 kn, 157 MPH)
- Velocidad máxima: 300 km/h (162 kn, 186 MPH)
- Velocidad de entrada en pérdida: 75 km/h (40 kn, 47 MPH)
- Alcance: 1800 km (972 NMi, 1,118 Mi)
- Techo de vuelo: 15,000 ft (4,572 m)
- Autonomía: 7 horas